# Дороге (Синельниківський район)
Дороге́ — село в Україні, у Синельниківському району Дніпропетровської області. Входить до складу Іларіонівської селищної громади. Населення за переписом 2001 року становить 80 осіб. Колишній орган місцевого самоврядування - Дерезуватська сільська рада.

## Історія
19 липня 2020 року, в результаті адміністративно-територіальної реформи та ліквідації   Синельниківського (1923—2020) району, село увійшло до складу новоутвореного Синельниківського району.

## Географія
Село Дороге знаходиться на березі річки Татарка, вище за течією на відстані 1 км розташоване село Широкосмоленка, нижче за течією на відстані 2 км розташоване село Соколове (Новомосковський район). Поруч проходить автомобільна дорога М18 (E105).

## Населення

### Мова
Розподіл населення за рідною мовою за даними перепису 2001 року:
| Мова       | Кількість | Відсоток |
| ---------- | --------- | -------- |
| українська | 79        | 98.75%   |
| російська  | 1         | 1.25%    |
| Усього     | 80        | 100%     |

## Інтернет-посилання
- Погода в селі Дороге [Архівовано 7 червня 2016 у Wayback Machine.]